# Sorigny
Sorigny is een gemeente in het Franse departement Indre-et-Loire (regio Centre-Val de Loire). De plaats maakt deel uit van het arrondissement Tours. Sorigny telde op 1 januari 2022 2.877 inwoners.

## Geografie
De oppervlakte van Sorigny bedroeg op 1 januari 2022 43,43 vierkante kilometer; de bevolkingsdichtheid was toen 66,2 inwoners per km².

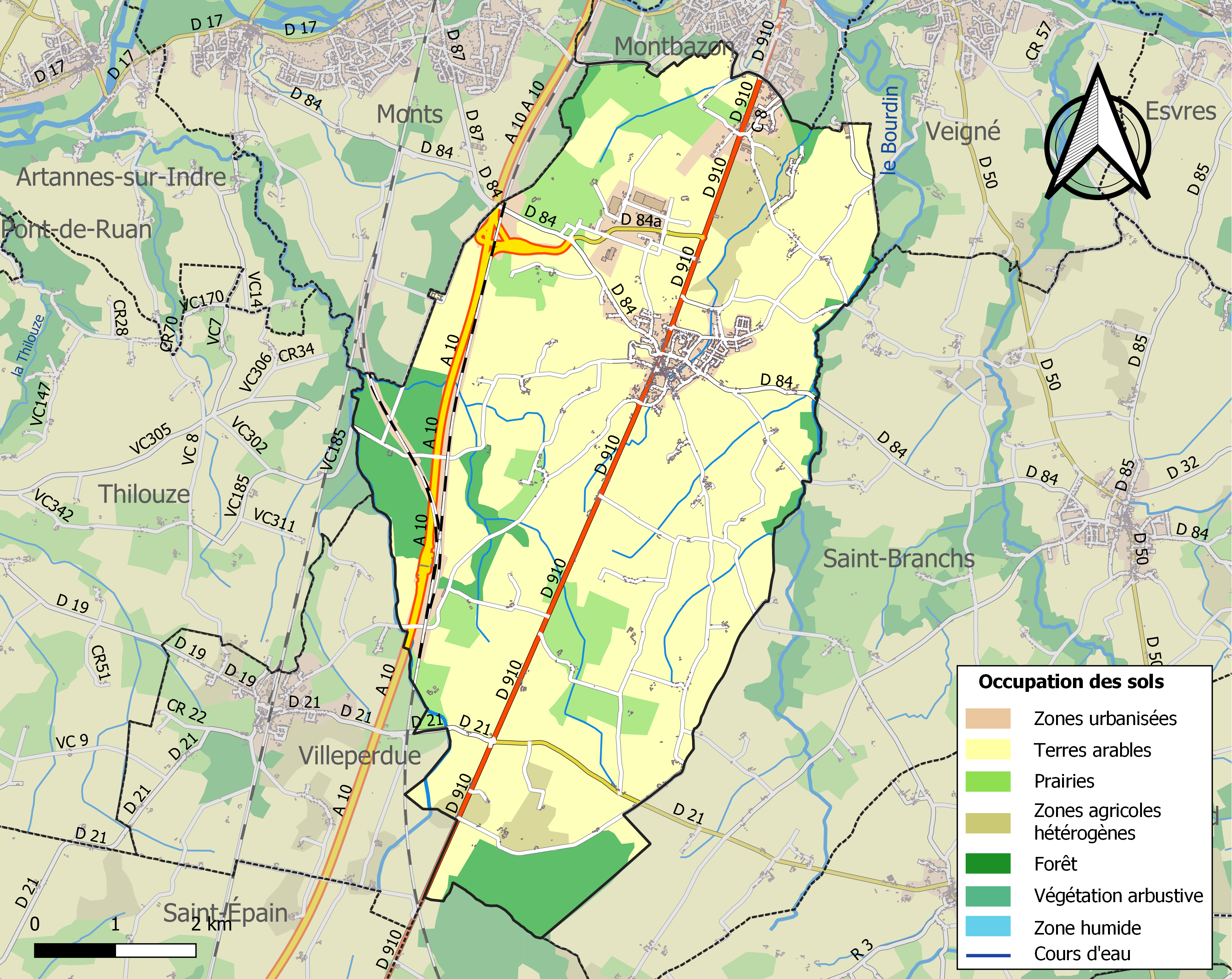
Kaart van de gemeente met de belangrijkste infrastructuur, bodemgebruik en omliggende gemeenten

## Demografie
Onderstaande figuur toont het verloop van het inwonertal (bron: INSEE-tellingen).